# Bobby Adekanye
Habeeb Omobolaji "Bobby" Adekanye (Ibadan, 14 februari 1999) is een Nederlands-Nigeriaans voetballer die doorgaans als aanvaller speelt.

## Carrière

### Lazio Roma
Bobby Adekanye speelde in de jeugd van VV Alphia, AFC Ajax, FC Barcelona, PSV en Liverpool FC. Toen zijn contract bij Liverpool in 2019 afliep, vertrok hij transfervrij naar het Italiaanse SS Lazio, waar hij een contract tot medio 2022 tekende en deel werd van de eerste selectie. Hij debuteerde voor Lazio op 19 september 2019, in de met 2-1 verloren uitwedstrijd in de UEFA Europa League tegen CFR Cluj. Hij kwam in de 80e minuut in het veld voor Bastos. Adekanye maakte zijn competitiedebuut voor Lazio op 29 september 2019, in de met 4-0 gewonnen thuiswedstrijd tegen Genoa CFC. Hij scoorde zijn eerste doelpunt op 2 februari 2020, in de met 5-1 gewonnen thuiswedstrijd tegen SPAL 2013. Met Lazio won hij de Supercoppa 2019. 

### Cadiz
In het seizoen 2020/21 werd hij door Lazio verhuurd aan Cádiz CF, wat naar de Primera División was gepromoveerd. Hij debuteerde voor Cádiz op 28 november 2020, in de met 1-1 gelijkgespeelde uitwedstrijd tegen Elche CF. Omdat hij niet veel speeltijd kreeg, vijf wedstrijden in totaal, werd de verhuurperiode halverwege het seizoen afgebroken. 

### ADO Den Haag
Hierna werd hij voor de rest van het seizoen aan ADO Den Haag verhuurd. Op 31 januari 2021 maakte hij tegen Sparta Rotterdam zijn Eredivisiedebuut en zijn debuut voor ADO. In de volgende wedstrijd voor ADO scoorde Adekanye zijn eerste doelpunt voor ADO Den Haag. Toch kon hij niet voorkomen dat ADO dat seizoen laatste werd en degradeerde uit de Eredivisie. Hij speelde veertien wedstrijden voor ADO, waarin hij tweemaal scoorde. Daarna keerde hij terug bij Lazio.

### Crotone
In januari 2022 werd hij voor een halfjaar verhuurd aan FC Crotone. Hier kwam hij viermaal als invaller binnen de lijnen, maar hij wist geen basisplaats te veroveren.

### Go Ahead Eagles
In de zomer van 2022 vertrok Adekanye transfervrij naar Go Ahead Eagles, dat het seizoen ervoor als promovendus dertiende eindigde in de Eredivisie. Hij maakte op 7 augustus in de seizoensopener tegen AZ zijn debuut voor Go Ahead. Op 9 september scoorde hij tegen FC Volendam (3-2 overwinning) zijn eerste doelpunt voor Go Ahead. Tussen 23 en 29 oktober was Adekanye tegen zowel N.E.C. (3-3) als tegen SBV Excelsior (3-1 winst) goed voor een doelpunt én een assist. 

### Statistieken
| Seizoen                         | Club            | Competitie       | Competitie | Competitie | Beker | Beker | Internationaal | Internationaal | Totaal | Totaal |
| Seizoen                         | Club            | Competitie       | Wed.       | Dlp.       | Wed.  | Dlp.  | Wed.           | Dlp.           | Wed.   | Dlp.   |
| ------------------------------- | --------------- | ---------------- | ---------- | ---------- | ----- | ----- | -------------- | -------------- | ------ | ------ |
| 2019/20                         | Lazio Roma      | Serie A          | 11         | 1          | 1     | 0     | 3              | 0              | 15     | 1      |
| 2020/21                         | → Cádiz         | Primera División | 3          | 0          | 2     | 0     | –              | –              | 5      | 0      |
| 2020/21                         | → ADO Den Haag  | Eredivisie       | 14         | 2          | 0     | 0     | –              | –              | 14     | 2      |
| 2021/22                         | → Crotone       | Serie B          | 4          | 0          | 0     | 0     | –              | –              | 4      | 0      |
| 2022/23                         | Go Ahead Eagles | Eredivisie       | 31         | 6          | 2     | 0     | –              | –              | 33     | 6      |
| 2023/24                         | Go Ahead Eagles | Eredivisie       | 28         | 0          | 2     | 0     | 2              | 0              | 32     | 0      |
| 2024/25                         | Go Ahead Eagles | Eredivisie       | 3          | 1          | 0     | 0     | 2              | 0              | 5      | 1      |
| Carrièretotaal                  | Carrièretotaal  | Carrièretotaal   | 94         | 10         | 7     | 0     | 7              | 0              | 108    | 10     |
| Bijgewerkt t/m 25 augustus 2024 |                 |                  |            |            |       |       |                |                |        |        |